# Karl Johann Brilmayer

Karl Johann Brilmayer

Karl Johann Brilmayer, auch Carl Johann Brilmayer, (* 29. März 1843 in Bingen; † 16. November 1905 in Mainz) war ein katholischer Priester und rheinhessischer Heimatforscher.

## Leben
Karl Johann Brilmayer (auch Carl Johann Brilmayer) wurde als Sohn des Verwalters Peter Jakob Brilmayer und der Maria Magdalena geb. Vieth in Bingen geboren. Die Vorfahren väterlicherseits waren Schiffer in Bingen. Carl Johann Brilmayer trat nach dem Abitur am Gymnasium Mainz in das Mainzer Priesterseminar ein, wo er von 1864 bis 1868 Philosophie und Theologie studierte. Sein letztes Semester verbrachte er in Würzburg; am 6. Februar 1869 wurde er im Mainzer Dom zum Priester geweiht.
Seine berufliche Tätigkeit führte ihn von 1869 bis 1871 als Kaplan nach Sauerschwabenheim (heute Schwabenheim an der Selz), wo er die Filialgemeinden der Umgebung betreute, dann als Lehrer an das bischöfliche Konvikt (Progymnasium) nach Dieburg (1871–1876), als Lehrer an die höhere Lehranstalt nach Gau-Algesheim (1876–1883), wo er zusätzlich in der Seelsorge tätig war und ab 1880 den Gottesdienst in Appenheim sowie Ober- und Nieder-Hilbersheim übernahm, als Religionslehrer an das Gymnasium in Worms (1883) und von 1883 bis 1903 als Schulrat nach Mainz.
1903 wurde er aus gesundheitlichen Gründen als Regierungsschulrat in den vorzeitigen Ruhestand versetzt.
In all den Jahren bis zu seiner Berufung als großherzoglich-hessischer Schulrat war die Tätigkeit Brilmayers von den staatlichen Gesetzen, den publizistischen Auseinandersetzungen und den Einschränkungen der kirchlichen Arbeit im Kulturkampf betroffen.
Brilmayers Interesse an der Geschichte der hessen-darmstädtischen Provinz Rheinhessen, seinen Orten und seinen Bewohnern, schlug sich nieder in zahlreichen Veröffentlichungen in Zeitungen und Zeitschriften sowie in der umfangreichen Darstellung „Rheinhessen in Vergangenheit und Gegenwart - Geschichte der bestehenden und ausgegangenen Städte, Flecken, Dörfer, Weiler und Höfe, Klöster und Burgen der Provinz Rheinhessen“, die in seinem letzten Lebensjahr 1905 im Gießener Verlag Emil Roth erschien.
Carl Johann Brilmayer ist Namensgeber der Carl-Brilmayer-Gesellschaft in Gau-Algesheim. Er war seit 1903 Ritter I. Klasse des hessen-darmstädtischen Verdienstordens Philipps des Großmütigen.

## Werke
- Rheinhessen in Vergangenheit und Gegenwart – Geschichte der bestehenden und ausgegangenen Städte, Flecken, Dörfer, Weiler und Höfe, Klöster und Burgen der Provinz Rheinhessen nebst einer Einleitung, Verlag Emil Roth, Gießen 1905 online
- Geschichte der Stadt Gau-Algesheim. Karl Reidel, Gau-Algesheim 1883. [2]
- Geschichte der Stadt Gau-Algesheim, Reprint der Ausgabe von 1883 mit Ergänzungen : Beiträge zur Geschichte des Gau-Algesheimer Raumes, Heft 56/2013, Carl-Brilmayer-Gesellschaft Gau-Algesheim
- Kleiner Liederkranz : Auserlesene Volkslieder für den Schulgebrauch, F. Schöningh Paderborn 1921 (14. Auflage), zusammen mit Philipp Roh, Franz Kaiser